# ラモン・テラッツ
ラモン・テラッツ・エスパシオ（Ramon Terrats Espacio、2000年10月18日 - ）は、スペイン・バルセロナ出身のサッカー選手。ヘタフェCF所属。ポジションはMF、DF。

## クラブ経歴
カタルーニャ州のバルセロナに生まれ、CEエウロパやCFダムのカンテラを経て、2019年6月27日、UEサン・アンドレウのトップチームに加入した。
2020年7月24日、ジローナFCに移籍し、Bチームに登録された。翌年の2020年11月4日、セグンダ・ディビシオンのレアル・サラゴサ戦にて、先発から86分までプレーしてトップチームデビューを果たした。
2023年1月18日、2022-23シーズン終了までセグンダ・ディビシオンのビジャレアルCF Bにレンタル移籍することが発表された。しかし、加入後パフォーマンスが高く評価されたことでトップチームで出場機会を掴み、リーグ戦16試合に出場した。
2023年6月30日、ビジャレアルCFへ完全移籍し、3年契約を結んだ。